# Floris, Iowa
Floris är en ort i Davis County i Iowa. Vid 2010 års folkräkning hade Floris 138 invånare.